# Metallyticus violaceus
Metallyticus violaceus är en bönsyrseart som beskrevs av Hermann Burmeister 1838. Metallyticus violaceus ingår i släktet Metallyticus och familjen Metallyticidae. Inga underarter finns listade i Catalogue of Life.